# Đavolja Varoš
Đavolja Varoš (Ђавоља Варош, Duivelsstad) is een gebied in Servië waar hoodoo's voorkomen. Het gebied ligt bij Kuršumlija vlak bij de grens met Kosovo, in het Radan-gebergte.
Sinds 1959 is Đavolja Varoš beschermd, en sinds het door de Servische overheid in 1995 als belangrijk natuurmonument is aangemerkt, heeft het de hoogste graad van bescherming gekregen. Het kan door bezoekers worden bezichtigd, vlak bij de hoodoo's zijn trappen en uitkijkplatforms gebouwd.